# 빌리 빙엄
윌리엄 로런스 빙엄, MBE(영어: William Laurence Bingham; 1931년 8월 5일, 벨파스트 ~ 2022년 6월 9일, 사우스포트)은 전 북아일랜드 국가대표팀 축구 선수이자 감독이다.
현역 시절, 그는 글렌토런에서 신고식을 치러 1948년부터 1950년까지 활동했다. 이후, 그는 잉글랜드로 건너가 선덜랜드에서 8년을 활동하며 227번의 경기에 출전했다. 1958년에는 루턴 타운으로 이적해 3년 동안 리그 경기에 100번 가까이 출전했다. 이후, 그는 에버턴에서 2년을 활동하며 100경기 가까이 출전했다. 그는 1964년에 포트 베일에서 다리 골절로 현역에서 은퇴했다. 그는 국내 대회에 총 525경기 출전하여 133골을 기록했다. 1951년부터 1963년까지는 북아일랜드 국가대표팀 경기에 56번 출전하여 10골을 기록했고, 1958년 월드컵에도 참가했다.
그는 1965년에 사우스포트에서 감독 활동을 시작했다. 그는 "모래갈이 군단"(Sandgrounders)을 4부 리그에서 승격시킨 뒤 2년 만에 북아일랜드 국가대표팀 감독으로 취임했다. 국가대표팀 지휘봉을 잡을 당시 플리머스 아가일과 린필드 감독직도 맡았다. 그는 1970-71 시즌에 린필드를 1시즌만 이끌고 4관왕을 차지했다. 1971년, 그는 그리스 국가대표팀의 총감독을 맡았다. 2년 후, 그는 잉글랜드 리그의 에버턴으로 복귀했다. 이후 1977년에 다시 그리스로 떠났는데, PAOK의 지휘봉을 잡았다. 이후, 그는 잉글랜드로 복귀해 맨스필드 타운을 1년 동안 지도했다. 1980년에는 다시 북아일랜드 국가대표팀 감독이 되어 13년을 지휘했다. 그는 북아일랜드를 1982년과 1986년 월드컵 본선으로 이끌었다.

## 클럽 경력

### 글렌토런
빙엄은 엘름그로브 초등학교를 다녔고, 학교 축구단의 주장을 맡았으며, 북아일랜드 유소년 대표팀 선수단에도 차출되었다. 벨파스트의 블룸필드 출신인 그는 재키 블랜치플라워와 유년 시절을 보냈다. 그는 £6의 주급을 받으며 글렌토런에서 선수 생활을 시작했다. 1949년 3월 12일, 그는 1-1로 비긴 밸리미나 유나이티드와의 경기에서 1군 신고식을 치렀다. "글렌"은 1949-50 시즌 아이리시 리그를 준우승으로 마쳤다. 글렌토런 시절, 빙엄은 아일랜드 리그 축구 대표팀 경기에도 2번 출전했다.
"토미 로턴, 스탠리 매슈스, 혹은 톰 핀리 같은 천부적인 측면 인재는 아니지만, 빌리 빙엄은 잉글랜드 축구계에 발을 들였을 때 실리적으로도 이론적으로도 경기 측면에서 노력이 필요하다는 것을 깨달았습니다. 그는 주력, 힘, 그리고 통제력을 이용해 측면 수비수들을 제치고 문전 앞으로 공을 침투시킬 수 있었습니다. 그는 먼 거리에서 조준하는 법과 5.4m 문전 영역 내 세세한 공몰이로 득점을 효율적으로 노렸습니다. 무엇보다도, 그는 작은 체구에도 불구하고 몸싸움을 마다하지 않을 만큼 두려움이 없었습니다."— nifootball.blogspot.co.uk 웹사이트의 빙엄 경기 분석.

### 선덜랜드
1950년 10월, 빙엄은 £10,000에 선덜랜드로 이적했다. 로커 파크에서 프로 리그를 경험하는 빙엄은 선덜랜드 조선소에서 선박 건조 견습생 일도 병행했다. 그는 주력과 공몰이 능력으로 "검은 고양이 군단"의 인기를 끌었고, 1950-51 시즌 빌 머리의 1군 명단에 이름을 올렸다. 그는 1951-52 시즌에 주전 최우측 공격 보직을 맡았지만, 1952-53 시즌에 보직을 토미 라이트에게 내주었다. 1953-54 시즌에도 19경기 출전에 그쳤는데, 당시 그는 아직도 라이트에게 자리를 내줬기 때문이었다. 빙엄은 1954-55 시즌이 되어서야 주전으로 복귀했고, 42번의 경기에 출전해 10골을 기록했는데, 선덜랜드는 이 시즌을 1부 리그 4위로 마감해, 우승을 차지한 첼시와의 승점차가 4점에 불과했다. 같은 해, 선덜랜드는 FA컵 준결승전에도 진출했지만, 빌라 파크에서 맨체스터 시티에 패했다. 1955-56 시즌에는 리그 성적이 9위로 곤두박질쳤고, FA컵은 또다시 준결승전에서 탈락했는데, 이번에는 버밍엄 시티에 0-3으로 패했다. 1956-57 시즌은 부진하게 시작했는데, 빙엄은 10월에 명단에서 제외되었다. 그는 이적 요청 대상 명단에 이름을 올렸지만, 거절되었다. 후임으로 취임한 앨런 브론 감독은 글렌토런으로부터 최우측 공격수 앰비 포거티를 영입했고, 1957-58 시즌에 강등의 원흉이 되었다. 1군에서 밀려난 빙엄은 브론과 관계가 틀어졌고, 여름에 1부 리그의 루턴 타운으로 £8,000에 이적했다. 그는 북동부 연고 구단 소속으로 모든 대회를 통틀어 227번의 경기에 출전해 47골을 기록했다.

### 루턴 타운
"모자장인 군단"은 1958-59 시즌에 리그를 17위로 마쳤지만, 노리치 시티와의 FA컵 준결승전에서 빙엄이 결승골을 넣어 결승전에 진출했다. 웸블리에서 열린 결승전에서, 그는 코너킥을 데이브 페이시에게 띄워 루턴의 만회골을 넣었고, 노팅엄 포리스트와의 결승전은 1-2로 패했다. 빙엄은 리그에서 16골을 기록해 선수단 최다 득점자였지만, 1959-60 시즌에 시드 오언 감독 체제에 후보로 밀려났다. 샘 버트럼 신임 감독은 빙엄을 케닐워스 로드에 오랜 기간 머물게 하지 못했는데, 11번의 2부 리그 11경기에서 앤필드의 리버풀전에서 뜬 공을 32미터에서 집어넣은 것을 포함해 3골 넣은 뒤 에버턴과 아스널의 관심을 받았다.

### 에버턴
그는 1960년 10월에 £15,000의 이적료로 에버턴에 합류했다. 조니 캐리와 해리 캐터릭이 1960-61 시즌을 5위로 마친 구디슨 파크의 선수단 감독으로 취임했다. 1961-62 시즌을 4위로 마친 뒤, "토피 군단"은 1962-63 시즌에 리그 정상에 올랐다. 그러나, 캐터릭 감독은 1963년 2월에 스코틀랜드에서 앨릭스 스콧을 £40,000에 여입하면서 빙엄의 머지사이드에서의 활약은 사실상 끝났다. 그는 에버턴 소속으로 98번의 경기에 출전해 26골을 기록했다.

### 포트 베일
빙엄은 1963년 8월에 당시 구단 역대 최고 이적료 £15,000에 포트 베일로 이적했다. 그는 1963-64 시즌에 프레디 스틸의 "용기 군단"은 3부 리그를 13위로 마쳤다. 노팅엄 포리스트의 감독으로 취임한 조니 캐리는 그를 1부 리그로 복귀시키기 위해 £12,000의 제의를 했지만, 빙엄이 스스로 베일 파크에 잔류하기 위해 거절했다. 그는 0-4로 패한 브렌트퍼드와의 1964년 9월 5일 경기에서 다리 골절을 당하면서 은퇴했다. 그는 자유 이적으로 사우스포트로 1965년 4월에 떠나 감독을 맡기 시작했다.

## 국가대표팀 경력
그는 19세의 나이로 프랑스전에서 첫 북아일랜드 국가대표팀 경기에 출전했다. 피터 도허티 감독은 스웨덴에서 열린 1958년 월드컵에 그를 차출시켰다. 앞서 그는 리스본에서 열린 포르투갈전에서 득점해 북아일랜드는 포르투갈과 이탈리아를 제치고 본선 진출을 확정지었다. 대회 본선에서 북아일랜드는 체코슬로바키아를 이기고 서독과 비긴 후, 플레이오프전에서 체코슬로바키아를 이기고 8강전에 진출했지만, 프랑스에 0-4로 패했다. 그는 국가대표팀 경기에 당시 역대 최다였던 총 56번의 경기에 출전해 10골을 기록했는데, 이 중 절반은 스코틀랜드와의 브리티시 홈 챔피언십에서 기록했다.

## 경기 방식
최우측 공격수였던 빙엄은 전술적 효용성과 위치 선정이 뛰어난 골잡이였다.

## 감독 경력

### 사우스포트
빙엄은 1965년 6월에 사우스포트의 기술진에 합류했고 연말에 윌리 커닝엄의 후임으로 감독이 되었다. 그는 1965-66 시즌에 4부 리그 10위의 성적을 거두었다. 그의 첫 온전한 시즌인 1966-67 시즌에는 "모래갈이 군단"을 이끌고 준우승을 거두며 구단 사상 첫 승격을 이룩했다. 그는 1967년 10월에 헤이그 애비뉴를 방출했고, 3부 리그 강등권에서 벗어난 가운데 후임인 던 매키보이의 지도 하에 1967-68 시즌을 13위로 마쳤다.

### 북아일랜드 국가대표팀, 플리머스, 그리고 린필드
그는 사우스포트를 떠나 1967년 10월에 북아일랜드 국가대표팀 감독으로 취임했다. 그러나, 국가대표팀 감독은 비교적 한직이었기에, 빙엄은 1968년 2월에 데렉 우프턴의 후임으로 플리머스 아가일 감독을 겸직하기 시작했다. "순례자들"은 반전을 일으켜 잔류하는데 실패했고, "순례자들"은 2부 리그 최하위로 강등되었다. 그는 구단을 이끌고 1968-69 시즌에 3부 리그를 5위로 마쳤는데, 2위를 차지한 스윈던 타운과는 15점 차이였다. 1969-70 시즌에도 강등권에 허덕이자, 빙엄은 1970년 3월에 홈 파크를 떠났다. 구단은 엘리스 스튜어드 감독의 지휘 하에 17위로 시즌을 마감했다. 북아일랜드 국가대표팀 감독직을 겸직하면서, 그는 1970년 8월에 자국 최대 구단 린필드 감독직도 겸임했다. 그가 윈저 파크에서 보낸 1년은 대성공이었는데, "파란 군단"은 최대 경쟁 구단인 글렌토런을 3점 차이로 제치고 아이리시 리그를 우승했다. 같은 해, 린필드는 얼스터컵, 골드컵, 그리고블랙스니트컵도 석권하며 4관왕을 달성했다. 그는 1971년 5월에 북아일랜드 국가대표팀 지휘봉을 내려놓았고, 같은 해 8월에 린필드도 떠났다. 그는 북아일랜드 국가대표팀 감독을 맡아 20번의 경기를 치러 8승 3무 9패를 기록했다. 북아일랜드 국가대표팀은 모스크바 원정에서 소련에게 패한 후 1970년 월드컵 예선 탈락했다. 브리티시 홈 챔피언십에서, 북아일랜드는 1969년에 3위, 1970년에 4위, 그리고 1971년에 2위의 성적을 거두었다.

### 그리스 국가대표팀
1971년 9월, 빙엄은 라키스 페트로풀로스 감독의 후임으로 그리스 국가대표팀 감독이 되었다. 그리스는 12월 1일에 카라이스카키스 경기장에서 열린 잉글랜드와의 유로 1972 예선전 경기에서 제프 허스트와 마틴 치버스에게 실점하며 0-2로 패했다. 그는 1973년 2월에 스페인과의 2경기에서 패하면서 사임고, 그리스는 1974년 월드컵 예선전을 통과하지 못했다.

### AEK
그리스 국가대표팀 감독직을 내려놓은 빙엄은 브란코 스탄코비치 감독을 내보낸 후 후임을 물색하던 AEK의 감독이 되었다. 그는 3개월 동안 지휘하다가 유럽대항전 진출권에서 멀어지면서 성적 부진으로 해임되었다.

### 에버턴
빙엄은 1973년 5월에 해리 캐터릭의 후임으로 에버턴 감독이 되면서 잉글랜드 무대로 복귀했다. 마틴 도브슨과 밥 래치퍼드 등의 선수를 영입한 "토피 군단"은 1973-74 시즌에 1부 리그를 7위로 마쳤는데, UEFA컵 진출권까지는 승점 2점 차였다. 에버턴은 1974-75 시즌 우승 후보로 거론되었지만, 막판 5번의 경기에서 2승만을 추가하며 4위의 실망스러운 성적을 거두었는데, 이 시즌 정상에 오른 더비 카운티와는 승점 3점 차였다. 1975-76 시즌, 에버턴은 11위로 시즌을 마감해 구디슨 파크 연고 구단의 하락세가 뚜렷했다. 8경기 무승의 성적 부진으로, 빙엄은 1977년 1월에 해임되었다. 구단은 고든 리 후임 감독의 지휘 하에 1976-77 시즌을 9위로 마쳤고, 풋볼 리그컵 준우승과 FA컵 준결승 진출도 달성했다.

### PAOK와 맨스필드
빙엄은 1977년 4월에 그리스 무대로 복귀해, 브란코 스탄코비치의 후임으로 PAOK 감독이 되었다. 그러나, 그의 임기는 6개월 만에 종료되었고, 라키스 페트로풀로스 후임 감독이 1977-78 시즌 알파 에트니키를 준우승으로 마쳤다. 이후 그는 1978년 2월에 피터 모리스의 후임으로 맨스필드 타운의 감독이 되었다. 그러나, 그는 1977-78 시즌 2부 리그 강등권에서 허덕이는 "숫사슴 군단"(Stags)을 구제하지 못했다. 1978-79 시즌은 그가 구단 감독을 맡은 마지막 시즌이었는데, 맨스필드가 3부 리그를 18위로 마감했고, 여름에 필드 밀 감독에게 바통을 넘겼다.

### 북아일랜드 국가대표팀 2기
빙엄은 1980년 3월에 북아일랜드 국가대표팀 2번째 임기를 시작했고, 이 임기가 그의 지도자 활동 중 가장 대중적으로 회자되는 시기였다. 그는 1980년에 브리티시 홈 챔피언십을 우승해 96년 만에 정상에 올랐는데, 스코틀랜드와 웨일스를 꺾고 잉글랜드와 비겼다. 그러나, 1982년 대회에서는 승점 1점에 그쳤다. 그는 1982년 월드컵 예선전에서 스웨덴, 포르투갈, 그리고 이스라엘을 연달아 꺾고 스코틀랜드와 깜짝 본선행에 성공했다. 대회 본선에서 북아일랜드 국가대표팀에는 정상급 선수들이 부족했지만(팻 제닝스 골키퍼, 마틴 오닐 주장, 그리고 17세 기대주였던 노먼 화이트사이드 정도가 전부였다) 빙엄호는 메스타야에서 벌어진 개최국 스페인과의 경기에서 1-0 깜짝승을 거두었다. 온두라스와 유고슬라비아를 연달아 비겼던 북아일랜드는 제리 암스트롱의 2골만으로 조 1위를 차지했다. 그러나, 북아일랜드는 2차 조별 리그에서 오스트리아와 2-2로 비기고 프랑스에 1-4로 패하면서 탈락했다.
그는 1983년 브리티시 홈 챔피언십에서 3위를 차지했고, 1984년에 열린 마지막 영연방 대회에서 스코틀랜드를 2-0으로 이겨 또다시 우승했다. 그러나, 북아일랜드는 벨파스트와 함부르크의 폴크스파르크슈타디온에서 벌어진 예선 조 경기에서 서독을 모두 1-0으로 이기고도 유로 1984 본선행이 좌절되었다. 최종전 종료 10분 시점에 서독이 알바니아를 상대로 게르하르트 슈트라크가 결승골을 넣기 전까지 본선 문턱까지 갔지만, 결국 서독이 1장밖에 없는 본선 진출권을 가져갔다. 서독은 북아일랜드를 골득실차로 제치고 본선에 진출했다.
빙엄은 1986년 월드컵 본선에도 진출해 1982년의 선전이 요행이 아니었음을 증명했다. 1986년 월드컵 예선전에서는 루마니아, 핀란드, 그리고 튀르키예를 제치고 3조에서 2위를 차지해 잉글랜드와 함께 본선에 나갔다. 그러나, 북아일랜드는 수준 차이가 나는 상대인 브라질과 스페인을 D조에서 상대했고, 알제리에서 승점 1점을 얻는 데 그치고 탈락했다. 그는 1987-88 시즌에 사우디 프로페셔널 리그의 알-나스르 감독도 맡았고, 1987년에 구단 통산 5번째 사우디아라비아 국왕컵을 우승했다.
오닐, 제닝스, 화이트사이드(부상으로)가 은퇴하면서, 빙엄은 국가대표팀을 받칠 선수가 남지 않게 되었다. 북아일랜드는 1990년과 1994년 월드컵 본선행에 실패했고, 1993년 11월에 지휘봉을 내려놓았다. 1994년 월드컵 예선전 최종 상대는 아일랜드였는데, 이 경기는 파벌주의와 논란으로 얼룩졌다. 빙엄호는 아일랜드의 승점 획득을 막고 덴마크를 제쳐 본선행 확보를 시도했지만, 그러하지 못했다. 지미 퀸의 골에도 불구하고 아일랜드에게 동점골을 막판에 헌납했다. 경기 후, 빙엄과 잭 찰턴 아일랜드 국가대표팀 감독은 촌극을 빚었다. 1990년과 1994년 예선전 모두 스페인과 아일랜드가 본선에 진출했고, 북아일랜드는 진출권과 승점 격차가 컸다.
빙엄은 이후 블랙풀의 단장을 역임했다. 2008년 5월, 그는 은퇴를 번복하고 번리의 아일랜드 스카우터로 활동했다.

## 사생활과 최후
빙엄은 1981년 여왕 생축 수여식에서 축구 분야에 대한 공헌으로 대영 제국 구성원장(MBE)을 받았다. 그는 결혼과 이혼을 2번씩 했고, 첫 배우자 사이에 아들과 딸이 하나씩 있다.
2006년에 치매로 진단된 그는 2022년 6월 9일 사우스포트의 양로원에서 영면에 들었다.

## 경력 통계

### 클럽
| 구단      | 시즌      | 리그명        | 리그 | 리그 | 컵   | 컵 | 기타 | 기타 | 합계 | 합계 |
| 구단      | 시즌      | 리그명        | 출장 | 골   | 출장 | 골 | 출장 | 골   | 출장 | 골   |
| --------- | --------- | ------------- | ---- | ---- | ---- | -- | ---- | ---- | ---- | ---- |
| 글렌토런  | 1948–49   | 아이리시 리그 |      |      |      |    |      |      |      |      |
| 글렌토런  | 1949–50   | 아이리시 리그 |      |      |      |    |      |      |      |      |
| 글렌토런  | 1950–51   | 아이리시 리그 |      |      |      |    |      |      |      |      |
| 글렌토런  | 합계      | 합계          | 60   | 21   | 0    | 0  | 0    | 0    | 60   | 21   |
| 선덜랜드  | 1950–51   | 1부 리그      | 13   | 4    | 0    | 0  | 0    | 0    | 13   | 4    |
| 선덜랜드  | 1951–52   | 1부 리그      | 36   | 7    | 2    | 0  | 0    | 0    | 38   | 7    |
| 선덜랜드  | 1952–53   | 1부 리그      | 19   | 6    | 2    | 0  | 0    | 0    | 21   | 6    |
| 선덜랜드  | 1953–54   | 1부 리그      | 19   | 3    | 1    | 0  | 0    | 0    | 20   | 3    |
| 선덜랜드  | 1954–55   | 1부 리그      | 35   | 10   | 7    | 0  | 0    | 0    | 42   | 10   |
| 선덜랜드  | 1955–56   | 1부 리그      | 27   | 6    | 6    | 0  | 0    | 0    | 33   | 6    |
| 선덜랜드  | 1956–57   | 1부 리그      | 27   | 5    | 1    | 1  | 0    | 0    | 28   | 6    |
| 선덜랜드  | 1957–58   | 1부 리그      | 30   | 4    | 2    | 1  | 0    | 0    | 32   | 5    |
| 선덜랜드  | 합계      | 합계          | 206  | 45   | 21   | 2  | 0    | 0    | 227  | 47   |
| 루턴 타운 | 1958–59   | 1부 리그      | 36   | 8    | 9    | 6  | 0    | 0    | 45   | 14   |
| 루턴 타운 | 1959–60   | 1부 리그      | 40   | 16   | 3    | 0  | 0    | 0    | 43   | 16   |
| 루턴 타운 | 1960–61   | 2부 리그      | 11   | 3    | 0    | 0  | 0    | 0    | 11   | 3    |
| 루턴 타운 | 합계      | 합계          | 87   | 27   | 12   | 6  | 0    | 0    | 99   | 33   |
| 에버턴    | 1960–61   | 1부 리그      | 26   | 9    | 1    | 0  | 3    | 1    | 30   | 10   |
| 에버턴    | 1961–62   | 1부 리그      | 37   | 9    | 3    | 1  | 0    | 0    | 40   | 10   |
| 에버턴    | 1962–63   | 1부 리그      | 23   | 5    | 3    | 1  | 2    | 0    | 28   | 6    |
| 에버턴    | 합계      | 합계          | 86   | 23   | 7    | 2  | 5    | 1    | 98   | 26   |
| 포트 베일 | 1963–64   | 3부 리그      | 35   | 6    | 2    | 1  | 1    | 0    | 38   | 7    |
| 포트 베일 | 1964–65   | 3부 리그      | 5    | 0    | 0    | 0  | 0    | 0    | 5    | 0    |
| 포트 베일 | 합계      | 합계          | 40   | 6    | 2    | 1  | 1    | 0    | 43   | 7    |
| 경력 합계 | 경력 합계 | 경력 합계     | 479  | 122  | 42   | 11 | 6    | 1    | 527  | 134  |

### 국가대표팀
| 국가대표팀 | 연도 | 출장 | 골 |
| ---------- | ---- | ---- | -- |
| 북아일랜드 | 1951 | 3    | 0  |
| 북아일랜드 | 1952 | 4    | 0  |
| 북아일랜드 | 1953 | 3    | 0  |
| 북아일랜드 | 1954 | 3    | 1  |
| 북아일랜드 | 1955 | 3    | 1  |
| 북아일랜드 | 1956 | 3    | 0  |
| 북아일랜드 | 1957 | 7    | 1  |
| 북아일랜드 | 1958 | 10   | 0  |
| 북아일랜드 | 1959 | 3    | 1  |
| 북아일랜드 | 1960 | 4    | 1  |
| 북아일랜드 | 1961 | 5    | 0  |
| 북아일랜드 | 1962 | 4    | 2  |
| 북아일랜드 | 1963 | 4    | 1  |
| 합계       | 합계 | 56   | 8  |

### 국가대표팀 득점 목록
아래의 점수에서 왼쪽의 점수가 북아일랜드의 점수이다.
| #  | 날짜             | 경기장              | 상대       | 결과 | 대회                            |
| -- | ---------------- | ------------------- | ---------- | ---- | ------------------------------- |
| 1  | 1954년 11월 3일  | 스코틀랜드 글래스고 | 스코틀랜드 | 2–2  | 1954–55년 브리티시 홈 챔피언십  |
| 2  | 1955년 10월 8일  | 북아일랜드 벨파스트 | 스코틀랜드 | 2–1  | 1955–56년 브리티시 홈 챔피언십  |
| 3  | 1957년 1월 16일  | 포르투갈 리스본     | 포르투갈   | 1–1  | 1958년 월드컵 예선전            |
| 4  | 1957년 10월 5일  | 북아일랜드 벨파스트 | 스코틀랜드 | 1–1  | 1957–58년 브리티시 홈 챔피언십  |
| 5  | 1958년 10월 15일 | 스페인 마드리드     | 스페인     | 2–6  | 친선경기                        |
| 6  | 1959년 11월 18일 | 잉글랜드 런던       | 잉글랜드   | 1–2  | 1959–60년 브리티시 홈 챔피언십  |
| 7  | 1960년 4월 6일   | 웨일스 렉섬         | 웨일스     | 2–3  | 1959–60년 브리티시 홈 챔피언십  |
| 8  | 1962년 11월 7일  | 스코틀랜드 글래스고 | 스코틀랜드 | 1–1  | 1962–63 년 브리티시 홈 챔피언십 |
| 9  | 1962년 11월 28일 | 북아일랜드 벨파스트 | 폴란드     | 2–0  | 유로 1964 예선전                |
| 10 | 1963년 10월 12일 | 북아일랜드 벨파스트 | 스코틀랜드 | 2–1  | 1963–64년 브리티시 홈 챔피언십  |

### 감독
| 구단            | 취임            | 해임            | 기록 | 기록 | 기록 | 기록 | 기록  |
| 구단            | 취임            | 해임            | 전   | 승   | 무   | 패   | 율 %  |
| --------------- | --------------- | --------------- | ---- | ---- | ---- | ---- | ----- |
| 사우스포트      | 1965년 6월 1일  | 1968년 2월 14일 | 134  | 58   | 32   | 44   | 043.3 |
| 플리머스 아가일 | 1968년 2월 14일 | 1970년 3월 1일  | 104  | 35   | 29   | 40   | 033.7 |
| 에버턴          | 1973년 5월 28일 | 1977년 1월 8일  | 171  | 63   | 55   | 53   | 036.8 |
| 맨스필드 타운   | 1978년 2월 23일 | 1979년 7월 9일  | 71   | 21   | 24   | 26   | 029.6 |
| 합계            | 합계            | 합계            | 480  | 177  | 140  | 163  | 36.9  |

## 수상

### 선수
루턴 타운
- FA컵 준우승: 1958–59[22]

에버턴
- 1부 리그: 1962–63[22]

### 감독
사우스포트
- 4부 리그 준우승(3부 리그 승격): 1966–67[20]

린필드
- 아이리시 리그: 1970–71[5]
- 얼스터컵: 1971[20]
- 골드컵: 1971[20]
- 블랙스니트컵: 1971[20]

북아일랜드
- 브리티시 홈 챔피언십: 1980, 1984[20]

알-나스르
- 사우디아라비아 국왕컵: 1987[13]